# Puig de Civaderes
Puig de Civaderes är ett berg i Spanien.   Det ligger i provinsen Província de Girona och regionen Katalonien, i den östra delen av landet, 500 km öster om huvudstaden Madrid. Toppen på Puig de Civaderes är 1 437 meter över havet.
Terrängen runt Puig de Civaderes är huvudsakligen lite bergig.Runt Puig de Civaderes är det glesbefolkat, med 15 invånare per kvadratkilometer. Närmaste större samhälle är Olot, 11,6 km nordost om Puig de Civaderes. I omgivningarna runt Puig de Civaderes växer i huvudsak blandskog.